# Gustave Dumoutier
Gustave Émile Dumoutier (Courpalay, 3 juin 1850 - Đồ Sơn, Protectorat français du Tonkin, 2 août 1904) est un archéologue français. 

## Biographie
Fils d'un industriel, il étudie à la Sorbonne et au Muséum d'histoire naturelle où il se lie avec Paul Bert. S’intéressant d'abord à la préhistoire de la Brie, il dirige progressivement ses recherches vers les antiquités asiatiques qui deviennent sa passion. 
Diplômé de chinois et d'annamite de l'École des langues orientales, il part pour l'Asie avec Paul Bert en 1886. Ce dernier vient alors d'être nommé résident de France au Tonkin et le charge de l'organisation de l'enseignement du français en Indochine ainsi que d'inventorier les monuments historiques du Tonkin. 
Malgré l'insécurité des régions du delta du Fleuve Rouge et des montagnes infestées de pirates, Dumoutier, après avoir étudié les monuments anciens de Hanoï et de Hué, effectue des fouilles à Cô-Loa puis à Hoa Lu et à Đại La (en). Il s’intéresse aussi à l'ethnographie, la linguistique et à la géographie historique et identifie le mont Ba Vi (Ba Vì National Park (en) en explorant la Rivière Noire. 
En 1889, il est chargé de l'organisation du Pavillon annamite lors de l'Exposition universelle de Paris. 
À la mort de Paul Bert, il est maintenu dans ses fonctions et effectue de 1891 à 1894 plusieurs expéditions scientifiques en Extrême-Orient. Il voyage dans l'île de Hainan, à Canton, Macao, Hong Kong, Shanghai, Tien-Tsin et Pékin et voit la Grande Muraille. Il parcourt aussi le Japon et effectue des fouilles archéologiques et des recherches d'ethnographie dans l'île de Yeso. 
Mis à la retraite en 1903, il donne ses collections à l'École française d'Extrême-Orient et meurt l'année suivante. Il laisse de nombreuses études archéologiques ainsi que les premiers manuels scolaires édités en Indochine.

## Œuvres
- Les Stations de l'homme préhistorique sur les plateaux du Grand-Morin (Seine-et-Marne). Ateliers, camps, cités, habitations, monuments et sépultures des Briards primitifs, 1882
- Les débuts de l'enseignement français au Tonkin, 1887
- Essai sur la pharmacie annamite, détermination de 300 plantes et produits indigènes, avec leur nom en annamite, en français, en latin et en chinois et l'indication de leurs qualités thérapeutiques d'après les pharmacopées annamites et chinoises, 1887
- Les Pagodes de Hanoi, étude d'archéologie et d'épigraphie annamites, 1887
- Légendes historiques de l'Annam et du Tonkin, 1887 (traduction)
- Le Grand-Bouddha de Hanoï, étude historique, archéologique et épigraphique sur la pagode de Tran-Vu, 1888
- Manuel militaire franco-tonkinois, 1888
- Bài Tap Tiêng Annam. Exercices pratiques de langue annamite, 1889
- Notes sur la Rivière noire et le mont Ba-Vi, Bulletin de la Société de géographie historique, 1890, p. 150-209
- Les chants et les traditions populaires des annamites (traduction et direction d'ouvrage)
- Les symboles, les emblèmes et les accessoires du culte chez les Annamites, 1891
- Étude sur les produits du Tonkin. La laque et les huiles à laquer, Tonkin, Chine, Japon, 1892
- Étude historique et archéologique sur Cô-Loa, 1893
- Étude historique et archéologique sur Hoa-Lu, 1893
- Rapport sur ma mission scientifique dans l'Indo-Chine (1886-1896), Bulletin de la Société de géographie historique, 1896, p. 368-384
- Protectorat de l'Annam et du Tonkin. L'Enseignement franco-annamite à l'Exposition universelle de 1900, 1900
- Le Rituel funéraire des Annamites, Imprimerie Typo-lithographique F-H Schneider, 1904